# Termas romanas

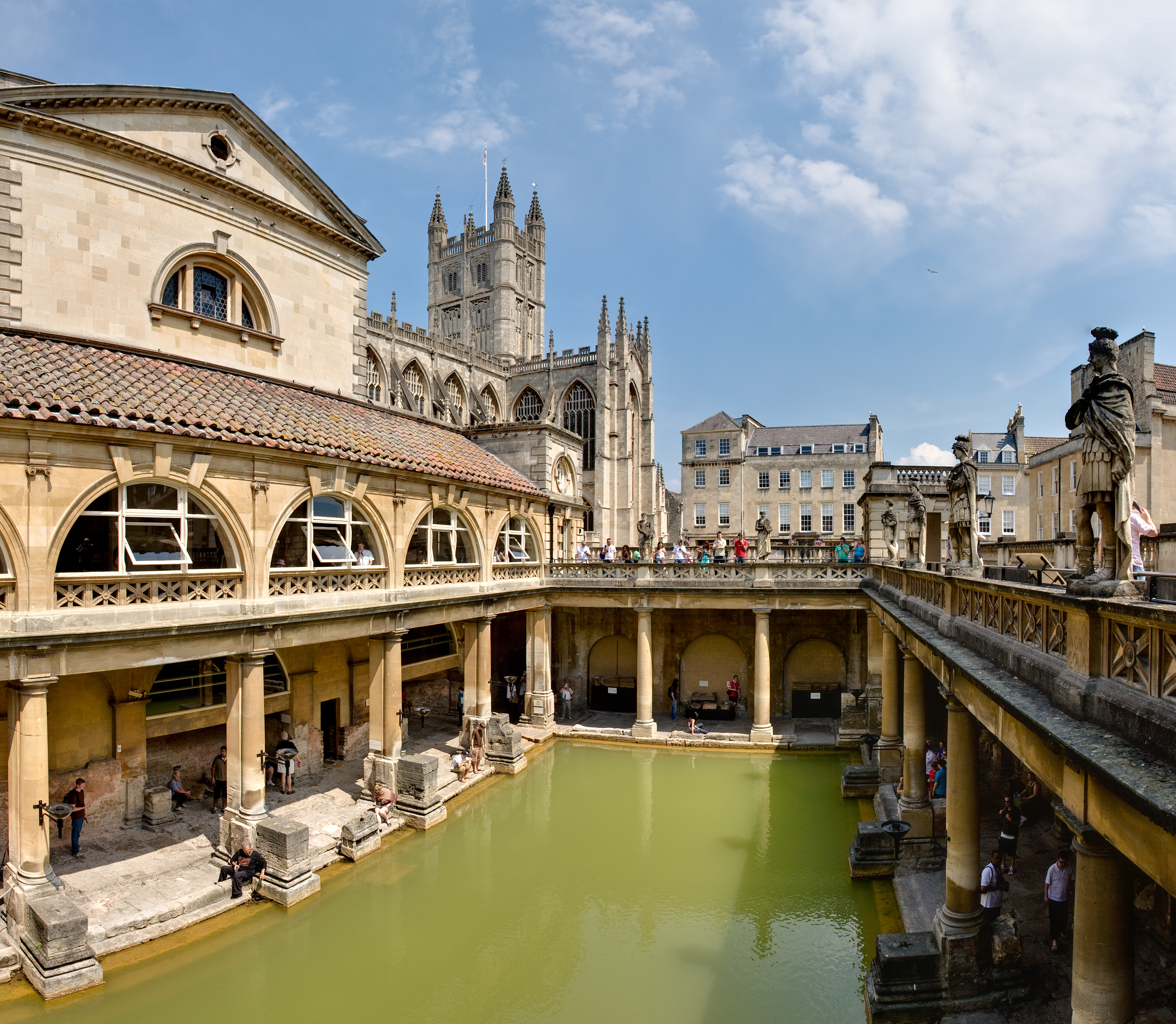
Termas romanas em Bath (palavra inglesa para banhos), Inglaterra. A ruptura do tecto original originou o aparecimento de algas.

Termas (em latim: Thermae) era o nome usado pelos romanos para designar os locais destinados aos banhos públicos, embora o uso de banhos públicos já fosse praticado pelos caldeus há muito tempo antes.
Esses banhos públicos podiam ter diversas finalidades, entre as quais a higiene corporal e a terapia pela água com propriedades medicinais; em geral as manhãs eram reservadas às mulheres e as tardes aos homens.
As mais antigas termas romanas de que há conhecimento datam do século V a.C. em Delos e Olímpia, embora as mais conhecidas sejam as de Caracala.

## Ambientes
Normalmente, as termas romanas eram constituídas por diversos cômodos ou salas:
- Apoditério - vestiário.
- Tepidário - banhos tépidos, banhos mornos.
- Prefúrnio - local das fornalhas que aqueciam a água e o ar.
- Caldário - banhos de água quente.
- Frigidário - banhos de água fria .
- Sudatório - espécie de sauna.

## Algumas termas romanas
Em Roma, Itália:
- Termas de Caracala
- Termas de Diocleciano
- Termas de Nero
- Termas de Tito
- Termas de Trajano

Em outras regiões do Império Romano

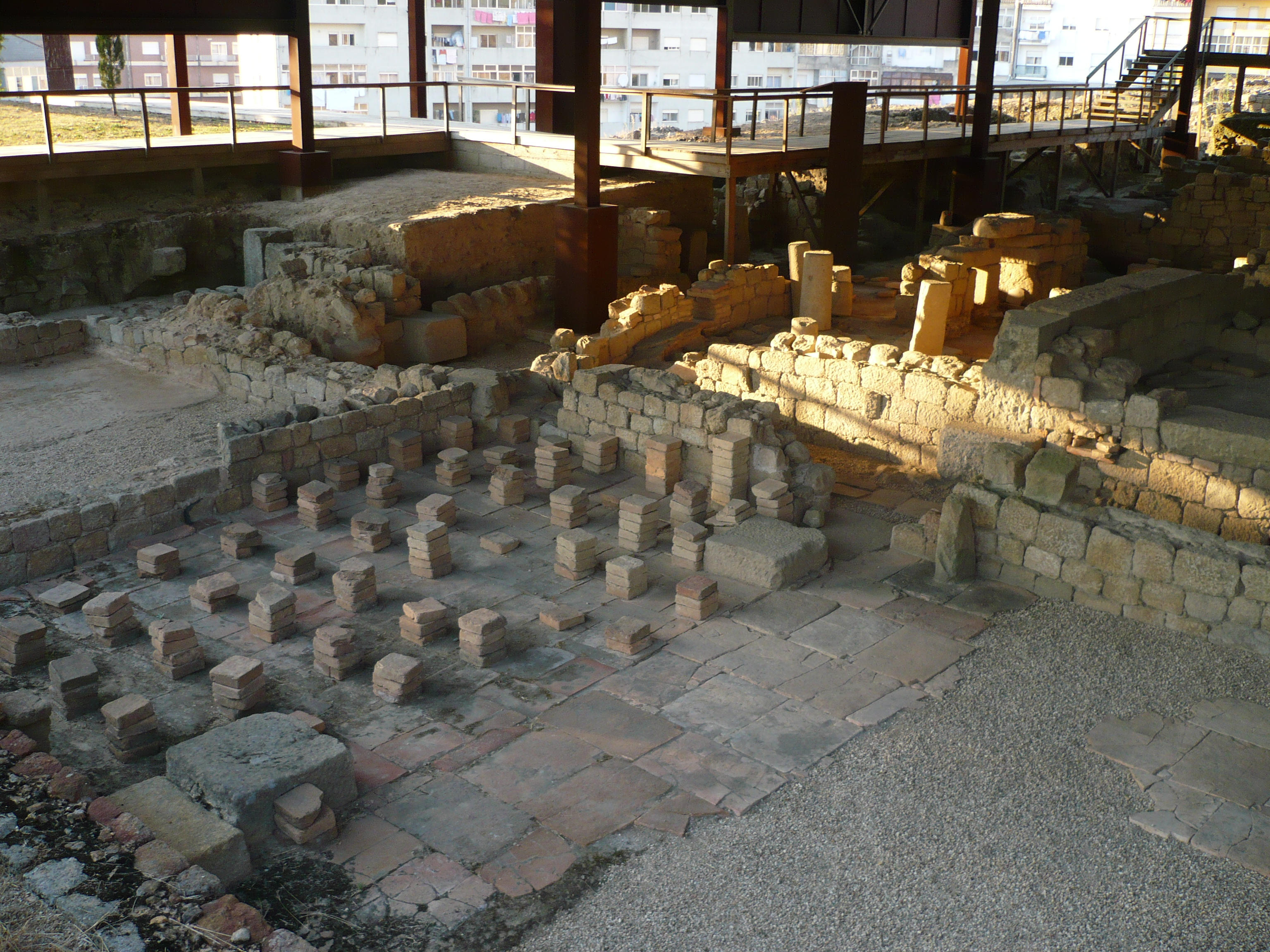
Pormenor das escavações das Termas de Maximino

- Termas romanas de Bath em Bath (Somerset), Inglaterra, Reino Unido
- Balneário Pré-Romano de Bracara na cidade de Braga, Portugal
- Termas romanas de Maximinos na cidade de Braga, Portugal
- Termas de Pompeia

## Hidroterapia
O desenvolvimento da tecnologia de construção de aquedutos conduziu a construção de diversas termas em vários pontos do território antigamente ocupado pelo Império Romano. Homens e mulheres tomavam banhos diariamente (à tarde depois do trabalho) esse costume tanto está relacionado a assimilação do culto à Hígia (equivalente romana: Salo) e Panaceia, as filhas de Esculápio deusas da saúde e limpeza, como à recomendações da medicina hipocrática também continuada pelos romanos. Posteriormente com o desenvolvimento do cristianismo no império e  a associação dessa prática de banhos públicos ao paganismo, resultou na sua proibição. A hidroterapia, entretanto, sobreviveu ressurgindo no renascimento ou associada á diversas práticas de sauna da população européia sobretudo nas regiões nórdicas e de fronteira com a Ásia.